# Heteronychia plutus
Heteronychia plutus är en tvåvingeart som först beskrevs av Zumpt 1954.  Heteronychia plutus ingår i släktet Heteronychia och familjen köttflugor.
Artens utbredningsområde är Tanzania. Inga underarter finns listade i Catalogue of Life.